# Geoffroy Chauderon
Geoffroy Chauderon (mort en 1278) est le premier baron de la Estamira et grand connétable de la principauté d'Achaïe, en Grèce franque.
Geoffroy Chauderon est probablement originaire de Champagne. Il s'installe probablement dans la principauté d'Achaïe peu après 1230, et se voit attribuer la vaste baronnie de la Estamira, comprenant douze fiefs. Selon la version aragonaise de la Chronique de Morée, il est également Grand Connétable d'Achaïe.
Il meurt en 1278, peu de temps après le prince Guillaume de Villehardouin. Son fils, Jean, lui succède. L'existence d'une fille est également attestée, celle-ci ayant servi comme otage à Constantinople, où elle se marie par la suite.